# François-Xavier de Guibert
François-Xavier de Guibert, né en 1946 à Dijon (Côte-d'Or), est un prêtre catholique et éditeur français, directeur des éditions Desclée de Brouwer, puis fondateur des éditions François-Xavier de Guibert.

## Biographie
François-Xavier de Guibert effectue des études juridiques et de sciences politiques à la faculté de droit de Nancy puis à Paris, où il vit chez les pères maristes. Il s'engage ensuite dans le milieu de l’édition après avoir été rédacteur en chef d'une revue étudiante. Il prend en 1974 la direction des éditions Desclée de Brouwer avant de fonder en 1983 sa propre maison d’édition.
Il épouse le 26 juin 1971 Catherine Voisin avec qui il a cinq enfants qui leur donnent vingt-et-un petits-enfants et deux arrières petits-enfants. Veuf en 2001, il décide de mettre sa vie au service de l’Église catholique et de devenir prêtre pour son diocèse d’origine, Dijon,. Après quatre années d'études au centre Sèvres à Paris, il vient participer à la vie de la paroisse Notre-Dame de Dijon et il est ordonné diacre en novembre 2010. Dans le même temps, il cède sa maison d’édition au groupe Parole et Silence qui l'intègre aux éditions Desclée de Brouwer.
Il est ordonné prêtre à Dijon le dimanche 26 juin 2011,.
En 2012, il est nommé curé de la paroisse de Saint-Julien.